# Lagoa Cerquinha
Lagoa Cerquinha é uma lagoa brasileira localizada no estado do Rio Grande do Sul.